# Otus brookii
Otus brookii là một loài chim trong họ Strigidae.